# العلاقات السورينامية اللبنانية
العلاقات السورينامية اللبنانية هي العلاقات الثنائية التي تجمع بين سورينام ولبنان.

## مقارنة بين البلدين
هذه مقارنة عامة ومرجعية للدولتين:
| وجه المقارنة                                              | سورينام                        | لبنان                                                                |
| --------------------------------------------------------- | ------------------------------ | -------------------------------------------------------------------- |
| المساحة (كم2)                                             | 163.27 ألف                     | 10.45 ألف                                                            |
| عدد السكان (نسمة)                                         | 563.40 ألف                     | 6.10 مليون                                                           |
| الكثافة السكانية (ن./كم²)                                 | 3.45                           | 583.73                                                               |
| العاصمة                                                   | باراماريبو                     | بيروت                                                                |
| اللغة الرسمية                                             | اللغة الهولندية                | اللغة العربية، لغة فرنسية                                            |
| العملة                                                    | دولار سورينامي، غيلدر سورينامي | ليرة لبنانية                                                         |
| الناتج المحلي الإجمالي (بليون دولار)                      | 3.32 مليار                     | 51.84 مليار                                                          |
| الناتج المحلي الإجمالي (تعادل القوة الشرائية) بليون دولار | 9.07 مليار                     | 81.54 مليار                                                          |
| الناتج المحلي الإجمالي الاسمي للفرد دولار أمريكي          | 9.48 ألف                       | 8.05 ألف                                                             |
| الناتج المحلي الإجمالي للفرد دولار أمريكي                 | 16.64 ألف                      | 17.46 ألف                                                            |
| مؤشر التنمية البشرية                                      | 0.714                          | 0.769                                                                |
| رمز المكالمات الدولي                                      | +597                           | +961                                                                 |
| رمز الإنترنت                                              | .sr                            | .lb                                                                  |
| المنطقة الزمنية                                           | 00                             | ت ع م+02:00، ت ع م+03:00، توقيت شرق أوروبا، توقيت شرق أوروبا الصيفي ‏ |

## منظمات دولية مشتركة
يشترك البلدان في عضوية مجموعة من المنظمات الدولية، منها:
| علم المنظمة | اسم المنظمة                        | تاريخ انضمام سورينام | تاريخ انضمام لبنان |
| ----------- | ---------------------------------- | -------------------- | ------------------ |
|             | يونسكو                             | 16 يوليو 1976        | 4 نوفمبر 1946      |
|             | وكالة ضمان الاستثمار متعدد الأطراف | 2 يوليو 2003         | 19 أكتوبر 1994     |
|             | الأمم المتحدة                      | 4 ديسمبر 1975        | 24 أكتوبر 1945     |
|             | الاتحاد البريدي العالمي            | ?                    | ?                  |
|             | البنك الدولي للإنشاء والتعمير      | 27 يونيو 1978        | 14 أبريل 1947      |
|             | منظمة التعاون الإسلامي             | ?                    | ?                  |
|             | منظمة حظر الأسلحة الكيميائية       | ?                    | ?                  |
|             | الاتحاد الدولي للاتصالات           | 15 يوليو 1976        | 12 يناير 1924      |
|             | مؤسسة التمويل الدولية              | 1 سبتمبر 2011        | 28 ديسمبر 1956     |
|             | منظمة الشرطة الجنائية الدولية      | ?                    | ?                  |

## وصلات خارجية
- موقع وزارة الخارجية السورينامية